# Mihael Sopčić
Mihael Sopčić (* 8. September 1991 in Novo mesto, Slowenien) ist ein kroatischer Fußballspieler.

## Karriere
Sopčić begann seine Karriere beim NK Karlovac, bei dem er zur Saison 2010/11 in den Profikader rückte. Im August 2010 wurde er für ein halbes Jahr an den unterklassigen NK Ilovac Karlovac verliehen. In der Winterpause kehrte er schließlich zum NK Karlovac zurück. Sein Debüt für Karlovac in der 1. HNL gab er im April 2011, als er am 23. Spieltag jener Saison gegen den NK Slaven Belupo Koprivnica in der 57. Minute für Matija Štefančić eingewechselt wurde. Bis Saisonende kam er zu fünf Erstligaeinsätzen. Im Dezember 2011 erzielte er bei einem 3:3-Remis gegen den NK Zagreb sein erstes Tor in der 1. HNL. In der Saison 2011/12 kam er zu 16 Einsätzen in der höchsten Spielklasse und erzielte drei Tore. Zu Saisonende stieg der Verein aus der 1. HNL ab und wurde aufgelöst.
Daraufhin schloss sich Sopčić dem Zweitligisten NK Lučko Zagreb an. Für den Hauptstadtklub kam er in zwei Spielzeiten zu 42 Einsätzen in der 2. HNL. Zur Saison 2014/15 wechselte er nach Italien zum Viertligisten Terracina Calcio. Im Dezember 2014 schloss er sich dem unterklassigen Gallipoli Football 1909, das er nach der Saison 2014/15 wieder verließ. Nach mehreren Monaten ohne Klub wechselte er im Januar 2016 zum FC Vado.
Zur Saison 2016/17 wechselte er nach Österreich zum fünftklassigen Ilzer SV. Für Ilz kam er zu 68 Oberligaeinsätzen, ehe er mit dem Verein 2019 in die Landesliga aufstieg.